# Souper de Burns

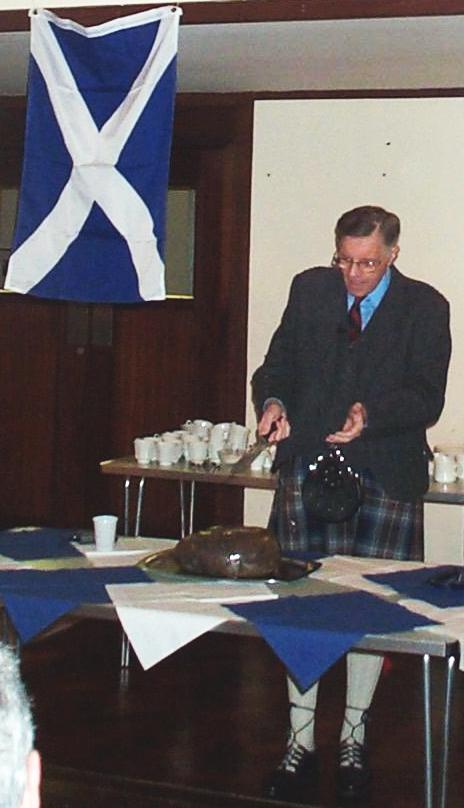
Le couteau pendant la récitation de l'Ode au haggis lors du souper de Burns.

Le souper de Burns (Burns Supper ou Burns Night en anglais, Burns Nicht en scots) est une commémoration de la vie et de l'œuvre du poète écossais Robert Burns, né le 25 janvier 1759 et mort le 21 juillet  1796. Ce dîner réunit de nombreux Écossais chaque année le 25 janvier, jour de sa naissance. Cette célébration fait office de fête nationale depuis deux siècles.

## Histoire

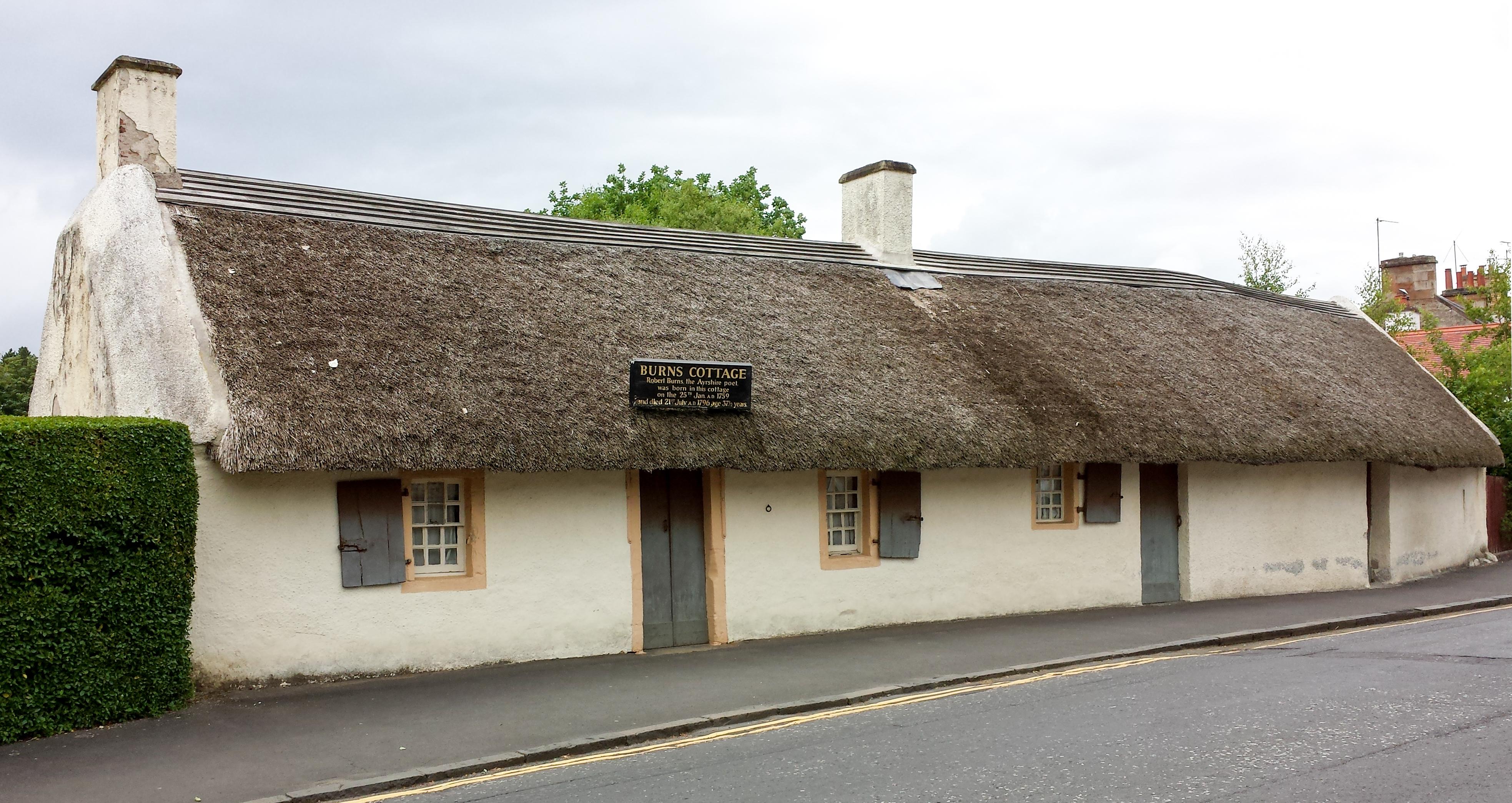
Le cottage de Robert Burns à Ayr.

Le premier dîner à la mémoire de Robert Burns rassembla neuf de ses amis à son cottage d'Alloway (aujourd'hui Ayr), dans le South Ayrshire, le 21 juillet 1801, pour le cinquième anniversaire de sa mort. Le premier Burns Club fut fondé la même année à Greenock par des marchands de la région dont certains avaient connu le poète. Ils organisèrent un souper en l'honneur de sa naissance le 29 janvier 1802. Mais, en consultant les registres de sa paroisse l'année suivante, ils s'aperçurent que Burns était né le 25 janvier. Cette date fut désormais retenue. 
De nos jours, la fête peut toutefois être décalée vers la fin de la semaine pour des raisons pratiques.
Les soupers de Burns réunissent familles et amis en Écosse et dans le reste du monde, parmi la diaspora écossaise. Ces soirées peuvent être solennelles ou informelles. Dans tous les cas, elles se caractérisent par la consommation de haggis, plat national que le poète a célébré dans son Ode au haggis, et de Scotch whisky, ainsi que par la récitation de plusieurs de ses textes. Le cérémonial suit un ordre strict.

## Cérémonial du dîner

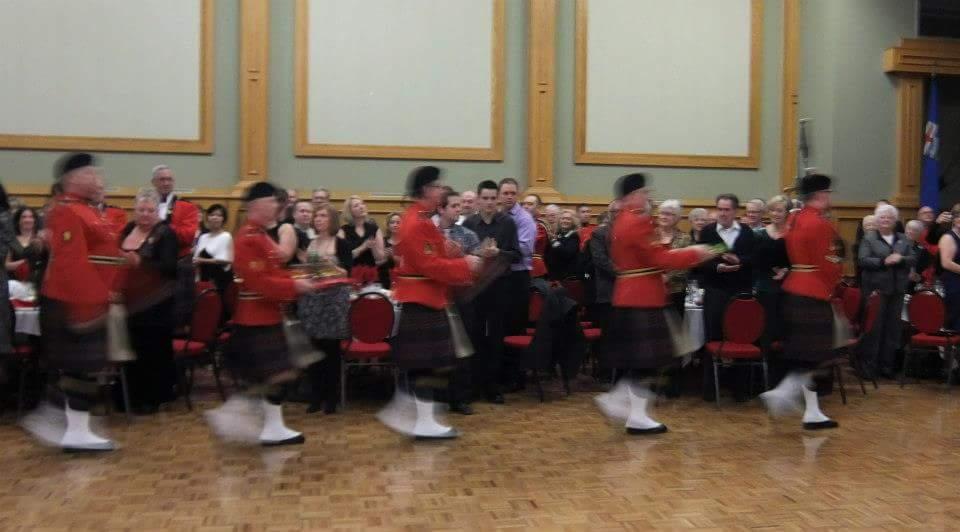
L'arrivée du haggis au son de la cornemuse.

Un joueur de cornemuse accueille les invités, puis le maître de maison prononce un bref discours de bienvenue. Une fois chacun assis à sa place, l'assistance dit une action de grâce, le plus souvent la Selkirk Grace. Parfois attribuée à Robert Burns, cette prière était déjà connue au XVIIe siècle sous le nom de Galloway Grace ou de Covenanters' Grace. Son nom de Selkirk Grace vient du fait que Burns l'a récitée lors d'un dîner offert par Dunbar Douglas, quatrième comte de Selkirk. Le texte est le suivant : « Some hae meat an canna eat, And some wad eat that want it. But we hae meat, and we can eat, And sae the Lord be thankit,. »
Le repas commence par un potage traditionnel, en général un bouillon écossais, un cock-a-leekie.
Tous se lèvent à l'entrée du haggis, précédé par un joueur de cornemuse qui interprète A Man's a Man for A' That, Robbie Burns Medley ou encore The Star O' Robbie Burns. Le haggis est apporté sur un plat d'argent par le cuisinier jusqu'à la table du maître de maison. Celui-ci récite alors l'Ode au haggis. Un invité le remplace quelquefois dans ce rôle.
Arrivé au vers His knife see rustic Labour dicht, l'orateur brandit un couteau qu'il aiguise. Quand s'achève le poème sur An' cut you up wi' ready slicht, l'orateur soulève le haggis en signe de triomphe, sous un tonnerre d'applaudissements, et plonge le couteau dans le haggis, qu'il ouvre de part en part. Puis la compagnie se rassoit afin de déguster le haggis, généralement servi avec une purée de pomme de terre et une purée de rutabaga.
Les desserts appartiennent à la cuisine locale, par exemple un tipsy laird (« lord éméché »), variante écossaise du trifle agrémentée de Drambuie ou de whisky, ou encore un clootie dumpling, qui est un pudding préparé dans un torchon de lin,. Le dessert est suivi par un plateau de fromages accompagnés de bannocks ou d'oatcakes, le tout avec du uisge beatha (« eau-de-vie »), le whisky.
Au moment du café, différents discours et toasts se succèdent.

## Discours et hommages
Après le repas, un chanteur ou un instrumentiste interprète une ballade de Robert Burns, par exemple My Luve is Like a Red Red Rose, Rantin', Rovin' Robin ou Ae Fond Kiss. En alternance, des poèmes de Burns sont récités, tels que A Man's a Man for A' That, To a Louse ou Tam o' Shanter. 
À la fin du souper, tous sont autorisés à quitter leur place à table. Un invité prend la parole pour exalter la vie et l'œuvre de Burns, qu'il conclut par un toast To the Immortal Memory of Robert Burns. Le maître de maison le remercie et ajoute quelques commentaires.
Un autre invité prononce ensuite un discours d'hommage aux lassies (« dames ») qui ont préparé le dîner. Il s'agit d'une évocation malicieuse des femmes en général, qui comprend des citations de Burns, après quoi les hommes boivent à la santé des femmes. Celles-ci répondent par un discours, en répliquant point par point et sur le même ton, avant de boire à la santé des hommes.
Enfin, le maître de maison remercie ses invités. La compagnie se lève alors, les uns et les autres se tiennent par les mains et tous entonnent en chœur un Auld Lang Syne qui clôt la soirée.

## Galerie

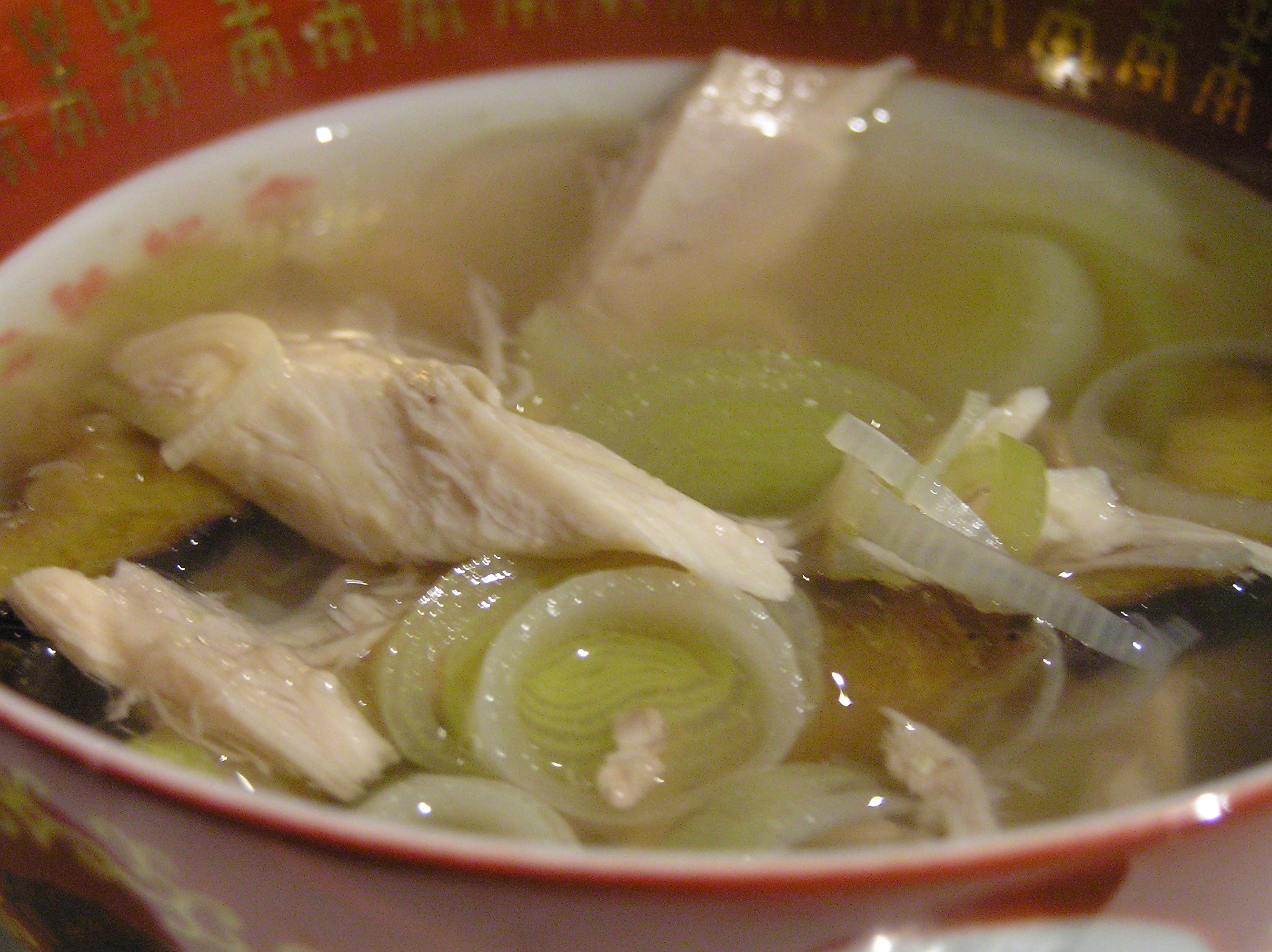
Le cock-a-leekie.
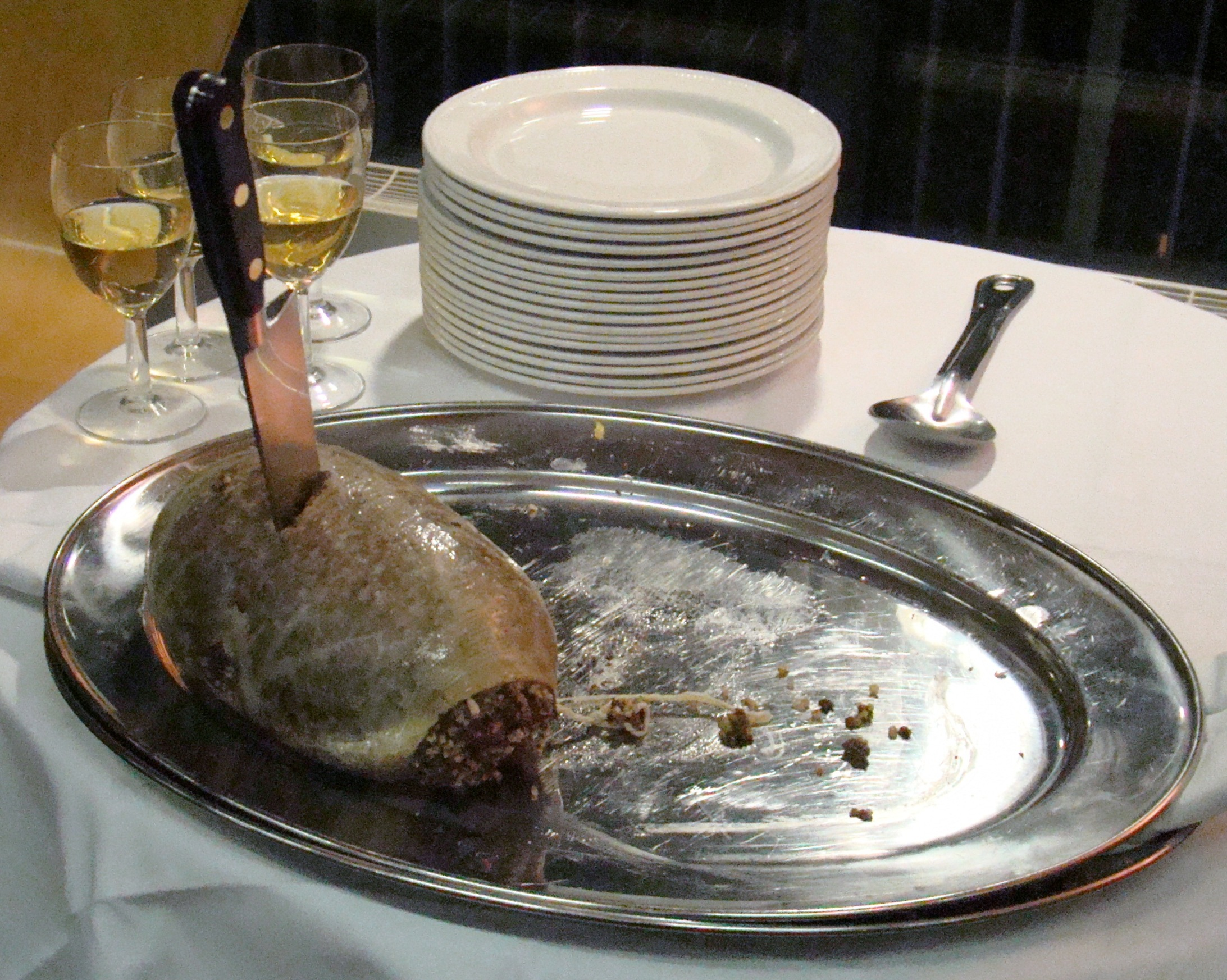
Le haggis, le couteau et le plat d'argent.
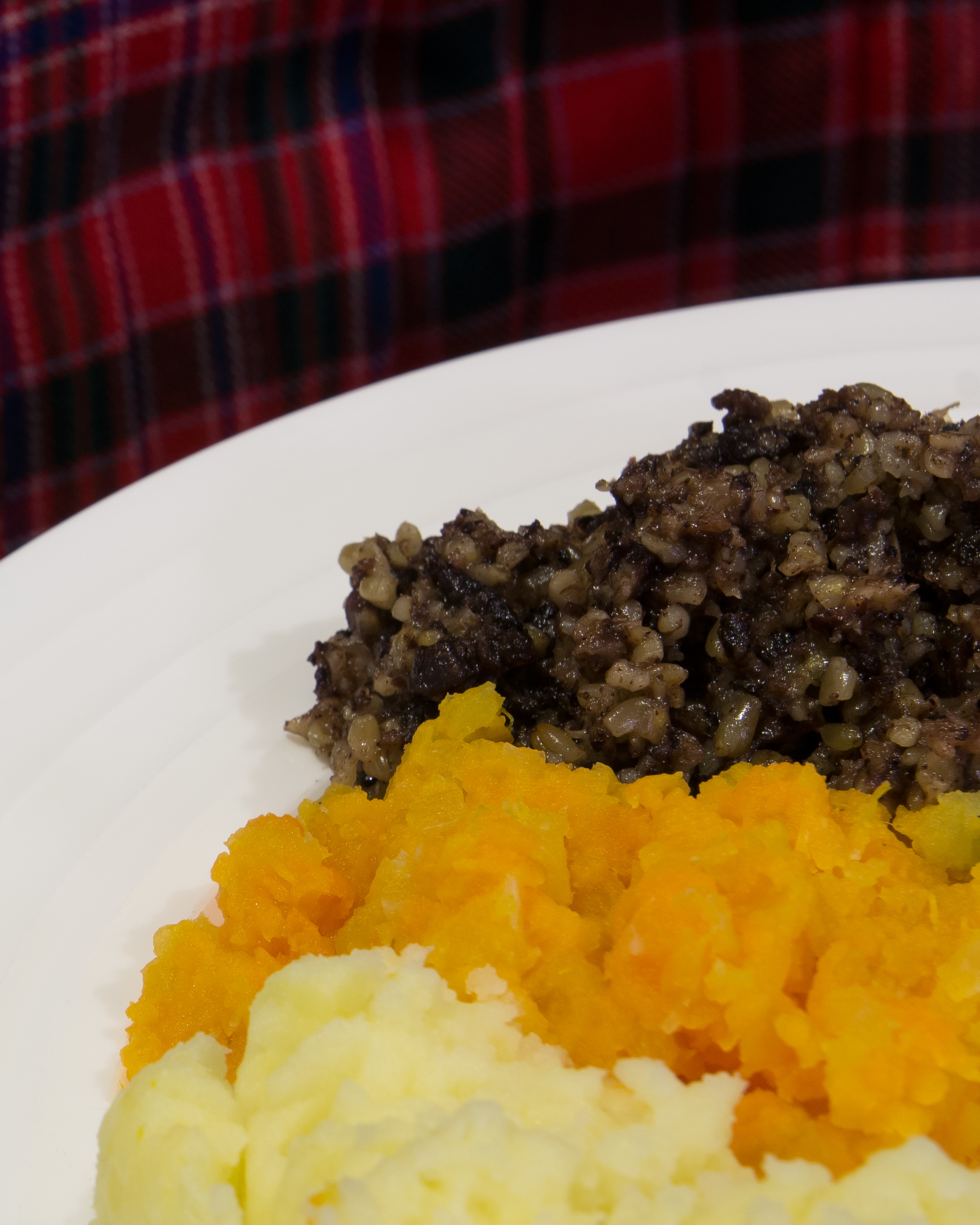
Le haggis et son accompagnement de légumes, devant le tartan du clan MacAlister.
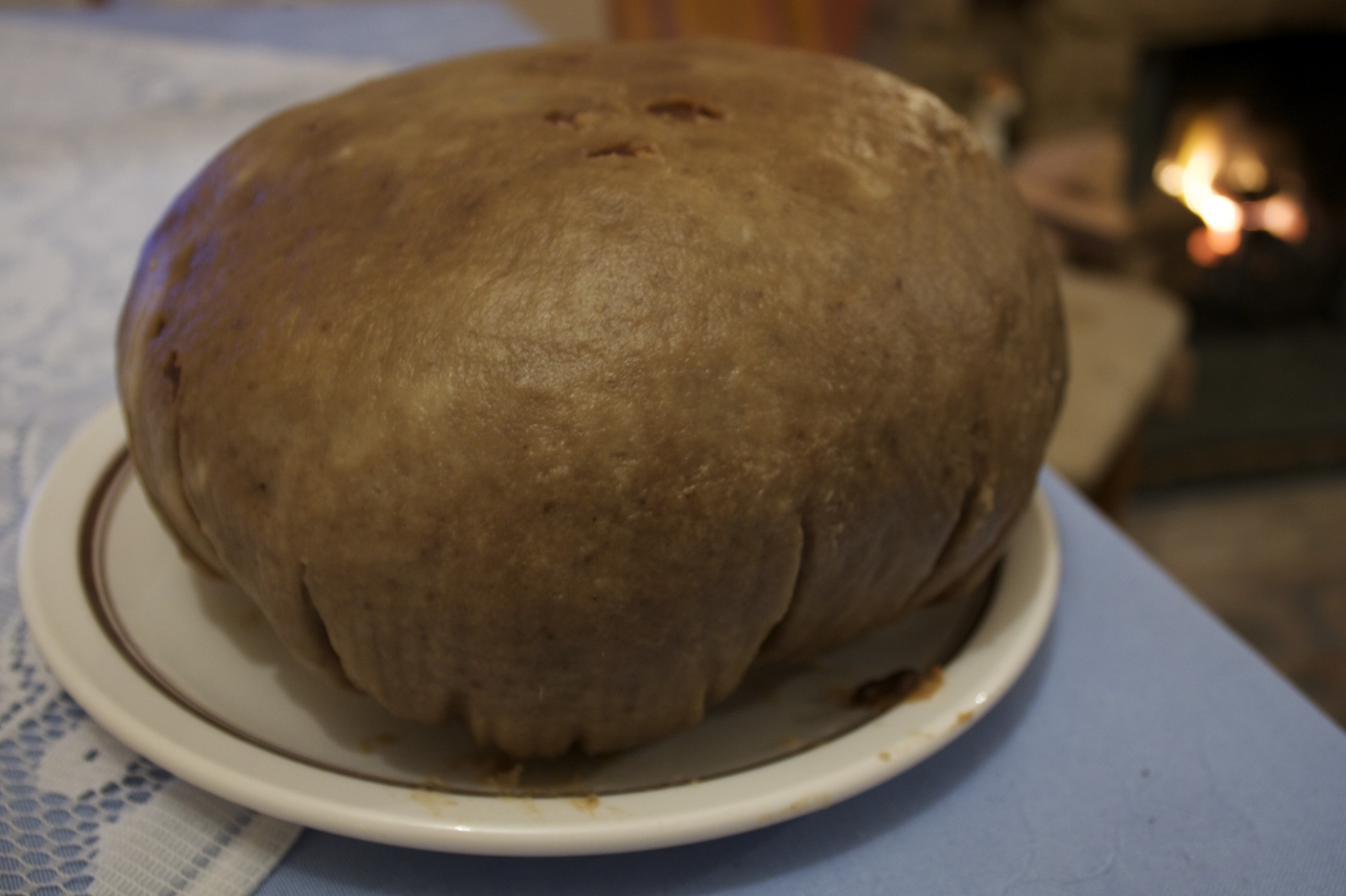
Un clootie dumpling.
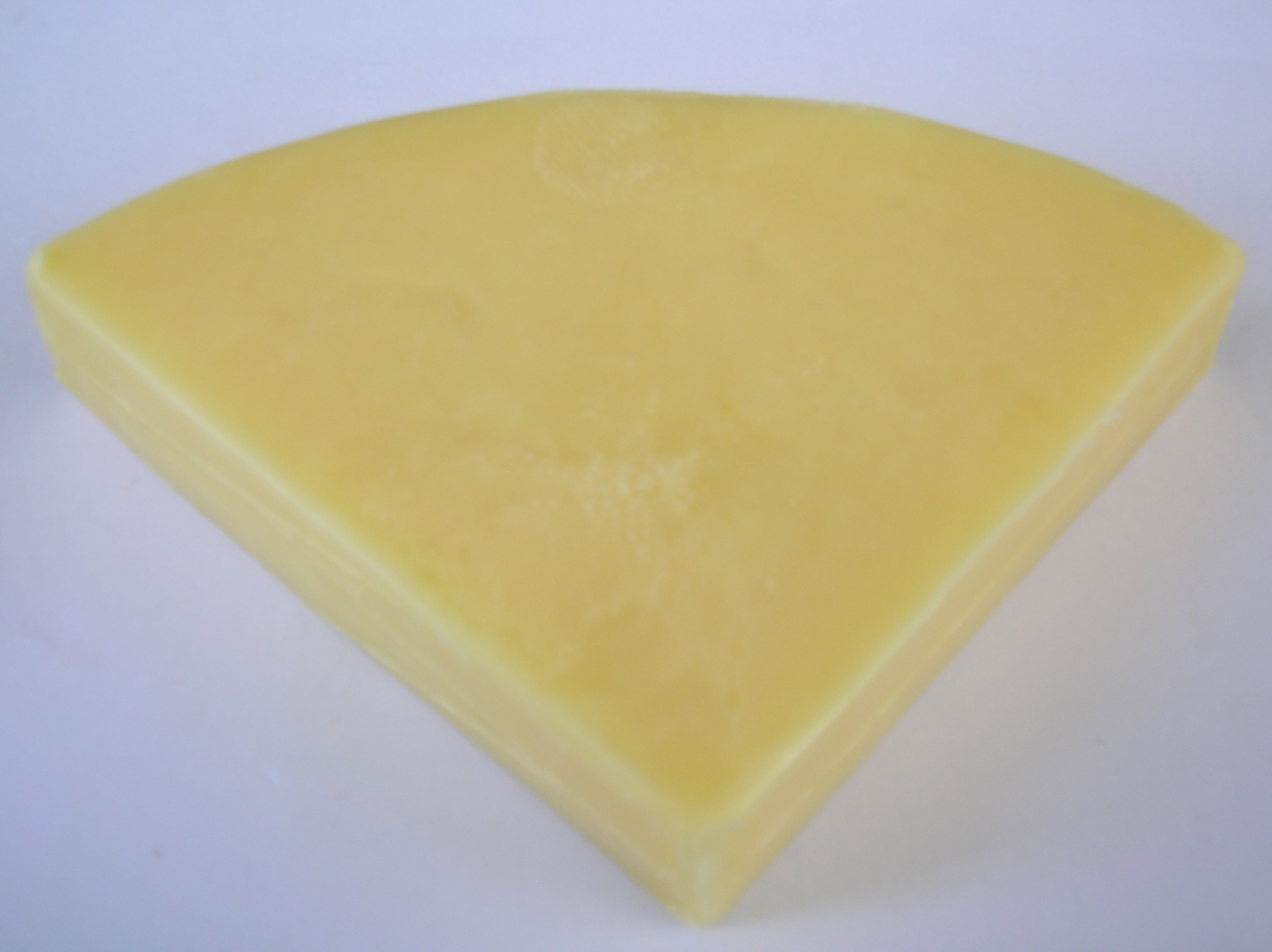
Le Dunlop cheese, fromage de l'Ayrshire.